# Copa de Honduras 2015
La Copa Presidente 2015 (por motivos de patrocinio) o Copa de Honduras 2015 (oficialmente) fue la décima edición de este torneo. La copa reunió a 64 equipos de las 3 principales categorías de fútbol en el país (Liga Nacional, Liga de Ascenso y Liga Mayor). Se disputó entre el 7 de febrero de 2015 y el 9 de mayo de 2015.

### Equipos por división
| Liga Nacional     | liga de ascenso        |                 | Liga Mayor              |                |
| ----------------- | ---------------------- | --------------- | ----------------------- | -------------- |
| Honduras Progreso | CD Coxen Hole          | Tela F.C.       | Boca Juniors            | Rayos          |
| Marathón          | Atlético Choloma       | Trujillo FC     | Calvario FC             | San José Clash |
| Motagua           | Atlético Esperanzano   | Valle FC        | Atlético Normalista     | San Juan Bosco |
| Olimpia           | Atlético Independiente | Villanueva F.C. | Barros                  | San Lorenzo    |
| Parrillas One     | Atlético limeño        | Yoro F.C.       | Brisas Taulabe          | Suliman        |
| Platense          | Atlético Municipal     |                 | Concepción              | San Manuel     |
| Real España       | Atlético Olanchano     |                 | Estrella Roja           |                |
| Real Sociedad     | Comayagua FC           |                 | CD Santiago de Puringla |                |
| Victoria          | Deportes Savio         |                 | Galaxi Roatán           |                |
| Vida              | Espartano FC           |                 | Gimnástico              |                |
|                   | Graciano SF            |                 | CD Gracias a Dios       |                |
|                   | Lobos UPNFM            |                 | Independiente Monjaras  |                |
|                   | Juticalpa F.C.         |                 | CD Guaimaca             |                |
|                   | Lepaera FC             |                 | Las Mercedes            |                |
|                   | CD Marcala             |                 | Club Deportivo Lenca    |                |
|                   | Nacional Villanueva    |                 | Merari                  |                |
|                   | Olimpia Occidental     |                 | FC Merendon             |                |
|                   | San Luis FC            |                 | Oro Verde               |                |
|                   | Real Juventud          |                 | CD Santa Rita           |                |
|                   | Social Sol             |                 | Palmeras                |                |

## Sistema de competición
La Copa Presidente 2015 se disputó de la siguiente manera:
- Los juegos de ida de la primera fase se disputaron entre los días 7 y 8 de febrero de 2015. En total fueron 32 partidos los que se disputaron en esta primera ronda, entre clubes de la primera, segunda y tercera división del fútbol hondureño, y de estas 32 llaves clasificaron la misma cantidad de equipos a la siguiente fase, o sea, 32.

- En la segunda fase se enfrentaron los 32 equipos que lograron salir victoriosos de la fase previa. Se utilizó el mismo formato de solo un partido por llave, y al final fueron 16 equipos los que accedieron a la tercera fase, que de igual manera se disputó a un solo partido.

- La cuarta fase del torneo tuvo a los 8 equipos que lograron superar la tercera fase, y con un formato de cuartos de final estos 8 equipos se enfrentaron en partidos de ida y vuelta, buscando alcanzar la instancia de semifinales.

- En las semifinales se enfrentaron los últimos cuatro equipos que restan del torneo, y con el mismo formato de ida y vuelta pelearon por alcanzar la ansiada final.

- En el cotejo final se enfrentaron los únicos 2 equipos que lograron superar la primera, segunda, tercera, cuarta y quinta fase. Ambos equipos buscaron llevarse el título, disputando un partido único en el Estadio Morazán de la ciudad de San Pedro Sula.En caso de que existiera un empate en los 90 minutos, se recurriría a los alargues, cada uno de 15 minutos. Si el empate persiste, el campeón se definió mediante los tiros desde el punto penalti.

## Treintaidosavos de final
Estrella Roja - Olimpia
| 32vos; 7 de febrero de 2015 | Estrella Roja | 0:5 | Olimpia                                                | Estadio Marcelo Tinoco, Danlí  |                                |
|                             |               |     | Elvir 40' Leguizamón 63' Johnson 64' Estupiñan 81' 84' | Asistencia: 2.500 espectadores | Asistencia: 2.500 espectadores |

Alianza - Motagua
| 32vos; 7 de febrero de 2015 | Alianza Becerra | 0:1 | Motagua   | Estadio Alfredo Hawit Banegas, Juticalpa |                                |
|                             |                 |     | Nuñez 30' | Asistencia: 3.000 espectadores           | Asistencia: 3.000 espectadores |

San Lorenzo - Valle
| 32vos; 7 de febrero de 2015 | San Lorenzo | 2(0):(3)2 | Valle FC | Estadio Ángel Augusto Martínez, San Lorenzo |  |
|                             |             |           |          | Asistencia: 455 espectadores                |  |

San Juan - Esperanzano
| 32vos; 7 de febrero de 2015 | San Juan Bosco | 0:1 | Atlético Esperanzano | Estadio Fausto Flores Lagos, Choluteca |  |
|                             |                |     |                      | Asistencia: 305 espectadores           |  |

FAS - Atletico Olanchano
| 32vos; 7 de febrero de 2015 | FAS | 1:2 | Atlético Olanchano | Estadio Municipal de Santiago, Santiago de Puringla |  |
|                             |     |     |                    | Asistencia: 200 espectadores                        |  |

Brisas - Español
| 32vos; 7 de febrero de 2015 | Brisas | 1(4):(3)1 | Español | Estadio Rafael Leonardo Callejas, Taulabé |  |
|                             |        |           |         | Asistencia: 1 000 espectadores            |  |

Monjaras - UPNFM
| 32vos; 7 de mayo de 2015 | Independiente Monjaras | 1(2):(4)1 | Lobos UPNFM | Estadio Evaristo Najar Romero, Monjaras |  |
|                          |                        |           |             | Asistencia: 120 espectadores            |  |

Limeño - Platense
| 32vos; 7 de mayo de 2015 | Atlético Limeño | 0:1 | Platense | Estadio Milton Flores, La Lima |  |
|                          |                 |     |          | Asistencia: 2 200 espectadores |  |

Palmeras - Real Sociedad
| 32vos; 7 de febrero de 2015 | Palmeras | 0:1 | Real Sociedad | Estadio Municipal de Sonaguera, Sonaguera |  |
|                             |          |     |               | Asistencia: 220 espectadores              |  |

Boca - Yoro
| 32vos; 7 de mayo de 2015 | Boca Juniors | 1:4 | Yoro FC | Estadio Roberto Martínez, Tocoa |  |
|                          |              |     |         | Asistencia: 142 espectadores    |  |

Gracias a Dios - Real Juventud
| 32vos; 7 de febrero de 2015 | Gracias a Dios | 2:3 | Real Juventud | Estadio Manuel Brom, Puerto Lempira |  |
|                             |                |     |               | Asistencia: 330 espectadores        |  |

Barros - Espartano
| 32vos; 7 de febrero de 2015 | Barros | 1:0 | Espartano | Estadio Municipal de Cofradía, San Pedro Sula |  |
|                             |        |     |           | Asistencia: 364 espectadores                  |  |

Guaimaca - Parrillas One
| 32vos; 7 de febrero de 2015 | CD Guaimaca | 1(4):(1)1 | Parrillas One | Estadio Vicente Brizzio Aleman, Guaimaca |  |
|                             |             |           |               | Asistencia: 235 espectadores             |  |

Social Sol - Honduras Progreso
| 32vos; 7 de febrero de 2015 | Social Sol      | 2:4 | Honduras Progreso                     | Estadio San Jorge, Olanchito   |                                |
|                             | Carcamo 30' 59' |     | 8' Isaula 49' Alvarado 77' Mencia 81' | Asistencia: 3 500 espectadores | Asistencia: 3 500 espectadores |

Gimnastico - Marcala
| 32vos; 8 de febrero de 2015 | Gimnástico | 5:0 | Marcala FC | Estadio Emilio Larach, Tegucigalpa |  |
|                             |            |     |            | Asistencia: 780 espectadores       |  |

Galaxi - Lepaera
| 8 de mayo de 2015 | Galaxi | 0:1 | Lepaera FC | Estadio Municipal de Roatán, Roatán |  |
|                   |        |     |            | Asistencia: 345 espectadores        |  |

Arsenal - Vida
| 32vos; 8 de febrero de 2015 | Arsenal | 0:3 | Vida | Estadio Municipal de Roatán, Roatán |  |
|                             |         |     |      | Asistencia: 1.000 espectadores      |  |

Atletico Normalista - Olimpia Occidental
| 32vos; 8 de febrero de 2015 | Atletico Normalista | 1:2 | Olimpia Occidental | Estadio las Delicias, Gracias (Lempira) |  |
|                             |                     |     |                    | Asistencia: 540 espectadores            |  |

Calvario - Valencia
| 32vos; 8 de febrero de 2015 | Atletico Calvario | 2:0 | Municipal Valencia | Estadio Jorge Alberto Arias, Langue |  |
|                             |                   |     |                    | Asistencia: 688 espectadores        |  |

Lenca - Independiente
| 32vos; 8 de febrero de 2015 | CD Lenca | 3:4 | Atlético Independiente | Estadio Romualdo Peñalba, El Progreso (Honduras) |  |
|                             |          |     |                        | Asistencia: 759 espectadores                     |  |

Oro Verde - Comayagua
| 32vos; 8 de febrero de 2015 | Oro Verde | 0:2 | Comayagua FC | Estadio Oro Verde, El Paraíso |  |
|                             |           |     |              | Asistencia: 200 espectadores  |  |

Real Honduras- Nacional Villanueva
| 32vos; 8 de febrero de 2015 | Real Honduras | 2:1 | Nacional Villanueva | Estadio Municipal de San Luis, San Luis |  |
|                             |               |     |                     | Asistencia: 2 000 espectadores          |  |

Las Mercedes - Trujillo
| 32vos; 8 de febrero de 2015 | Las Mercedes | 0:1 | Trujillo FC | Complejo los palacios, La Ceiba |  |
|                             |              |     |             | Asistencia: 550 espectadores    |  |

San Jose - Villanueva
| 32vos; 8 de febrero de 2015 | San José Clash | 0:6 | Villanueva F.C. | Estadio Carlos Calderón, San Juan Pueblo |  |
|                             |                |     |                 | Asistencia: 1.000 espectadores           |  |

Concepcion - Atletico Choloma
| 32vos; 8 de febrero de 2015 | Concepcion | 0(3):(5)4 | Atlético Choloma | Estadio Franklin Murillo, San Marcos de Ocotepeque |  |
|                             |            |           |                  | Asistencia: 220 espectadores                       |  |

Rayos - Savio
| 32vos; 8 de febrero de 2015 | Rayos | 0:3 | Deportes Savio | Estadio Alsacias, La Entrada |  |
|                             |       |     |                | Asistencia: 142 espectadores |  |

Merari - Tela
| 32vos; 8 de febrero de 2015 | Merari | 0:7 | Tela FC | Estadio Sergio Antonio Reyes, Santa Rosa de Copán |  |
|                             |        |     |         | Asistencia: 2.000 espectadores                    |  |

Merendon - Victoria
| 32vos; 8 de febrero de 2015 | Merendon | 0:1 | Victoria | Estadio Sol de América, Azacualpa |  |
|                             |          |     |          | Asistencia: 364 espectadores      |  |

Graciano - Marathon
| 32vos; 8 de febrero de 2015 | Graciano SF | 0:3 | Marathon | Estadio las Delicias, Gracias (Lempira) |  |
|                             |             |     |          | Asistencia: 235 espectadores            |  |

Casmul - Real España
| 32vos; 8 de febrero de 2015 | Casmul | 0:1 | Real España | Estadio Municipal de Cofradía, San Pedro Sula |  |
|                             |        |     |             | Asistencia: 2 200 espectadores                |  |

CD Yoro - Santa Cruz
| 32vos; 8 de febrero de 2015 | CD Yoro | 2:3 | Atlético Santa Cruz | Estadio José Leonel Espinoza, Yoro |  |
|                             |         |     |                     | Asistencia: 780 espectadores       |  |

Suliman - Juticalpa
| 32vos; 8 de febrero de 2015 | Suliman | 0:8 | Juticalpa FC | Estadio Ramón Sarmientos, Juticalpa |  |
|                             |         |     |              | Asistencia: 345 espectadores        |  |

## Cuadro final
|  | Dieciseisavos de final                | Dieciseisavos de final                |                      |                      | Octavos de final    | Octavos de final    |  |                   | Cuartos de final                                       | Cuartos de final                                       | Cuartos de final                                       | Cuartos de final                                       |  |             | Semifinales                                                             | Semifinales                                                             | Semifinales                                                             | Semifinales                                                             |  |         | Final                                     | Final                                     |  |
|  | 25 de febrero y 26 de febrero de 2015 | 25 de febrero y 26 de febrero de 2015 |                      |                      | 18 de marzo de 2015 | 18 de marzo de 2015 |  |                   | 25 de marzo de 2015 (ida) 28 de marzo de 2015 (vuelta) | 25 de marzo de 2015 (ida) 28 de marzo de 2015 (vuelta) | 25 de marzo de 2015 (ida) 28 de marzo de 2015 (vuelta) | 25 de marzo de 2015 (ida) 28 de marzo de 2015 (vuelta) |  |             | 31 de marzo y 1 de abril de 2015 (ida) 2 y 29 de abril de 2015 (vuelta) | 31 de marzo y 1 de abril de 2015 (ida) 2 y 29 de abril de 2015 (vuelta) | 31 de marzo y 1 de abril de 2015 (ida) 2 y 29 de abril de 2015 (vuelta) | 31 de marzo y 1 de abril de 2015 (ida) 2 y 29 de abril de 2015 (vuelta) |  |         | 9 de mayo de 2015 Morazán, San Pedro Sula | 9 de mayo de 2015 Morazán, San Pedro Sula |  |
|  |                                       |                                       |                      |                      |                     |                     |  |                   |                                                        |                                                        |                                                        |                                                        |  |             |                                                                         |                                                                         |                                                                         |                                                                         |  |         |                                           |                                           |  |
|  |                                       |                                       |                      |                      |                     |                     |  |                   |                                                        |                                                        |                                                        |                                                        |  |             |                                                                         |                                                                         |                                                                         |                                                                         |  |         |                                           |                                           |  |
|  | Gimnástico                            | 1                                     |                      |                      |                     |                     |  |                   |                                                        |                                                        |                                                        |                                                        |  |             |                                                                         |                                                                         |                                                                         |                                                                         |  |         |                                           |                                           |  |
|  | Gimnástico                            | 1                                     |                      |                      |                     |                     |  |                   |                                                        |                                                        |                                                        |                                                        |  |             |                                                                         |                                                                         |                                                                         |                                                                         |  |         |                                           |                                           |  |
|  | Olimpia                               | 6                                     |                      |                      |                     |                     |  |                   |                                                        |                                                        |                                                        |                                                        |  |             |                                                                         |                                                                         |                                                                         |                                                                         |  |         |                                           |                                           |  |
|  | Olimpia                               | 6                                     |                      | Olimpia              | 2                   |                     |  |                   |                                                        |                                                        |                                                        |                                                        |  |             |                                                                         |                                                                         |                                                                         |                                                                         |  |         |                                           |                                           |  |
|  |                                       |                                       |                      | Olimpia              | 2                   |                     |  |                   |                                                        |                                                        |                                                        |                                                        |  |             |                                                                         |                                                                         |                                                                         |                                                                         |  |         |                                           |                                           |  |
|  |                                       |                                       | Comayagua FC         | 1                    |                     |                     |  |                   |                                                        |                                                        |                                                        |                                                        |  |             |                                                                         |                                                                         |                                                                         |                                                                         |  |         |                                           |                                           |  |
|  | Juticalpa FC                          | 0(3)                                  | Comayagua FC         | 1                    |                     |                     |  |                   |                                                        |                                                        |                                                        |                                                        |  |             |                                                                         |                                                                         |                                                                         |                                                                         |  |         |                                           |                                           |  |
|  | Juticalpa FC                          | 0(3)                                  |                      |                      |                     |                     |  |                   |                                                        |                                                        |                                                        |                                                        |  |             |                                                                         |                                                                         |                                                                         |                                                                         |  |         |                                           |                                           |  |
|  | Comayagua FC                          | 0(4)                                  |                      |                      |                     |                     |  |                   |                                                        |                                                        |                                                        |                                                        |  |             |                                                                         |                                                                         |                                                                         |                                                                         |  |         |                                           |                                           |  |
|  | Comayagua FC                          | 0(4)                                  |                      |                      |                     |                     |  | Olimpia           | 1                                                      | 2                                                      | 3                                                      |                                                        |  |             |                                                                         |                                                                         |                                                                         |                                                                         |  |         |                                           |                                           |  |
|  |                                       |                                       |                      |                      |                     |                     |  | Olimpia           | 1                                                      | 2                                                      | 3                                                      |                                                        |  |             |                                                                         |                                                                         |                                                                         |                                                                         |  |         |                                           |                                           |  |
|  |                                       |                                       | Real Juventud        | 0                    | 1                   | 1                   |  |                   |                                                        |                                                        |                                                        |                                                        |  |             |                                                                         |                                                                         |                                                                         |                                                                         |  |         |                                           |                                           |  |
|  | Real Juventud                         | 2                                     | Real Juventud        | 0                    | 1                   | 1                   |  |                   |                                                        |                                                        |                                                        |                                                        |  |             |                                                                         |                                                                         |                                                                         |                                                                         |  |         |                                           |                                           |  |
|  | Real Juventud                         | 2                                     |                      |                      |                     |                     |  |                   |                                                        |                                                        |                                                        |                                                        |  |             |                                                                         |                                                                         |                                                                         |                                                                         |  |         |                                           |                                           |  |
|  | Trujillo FC                           | 1                                     |                      |                      |                     |                     |  |                   |                                                        |                                                        |                                                        |                                                        |  |             |                                                                         |                                                                         |                                                                         |                                                                         |  |         |                                           |                                           |  |
|  | Trujillo FC                           | 1                                     |                      | Real Juventud        | 1(5)                |                     |  |                   |                                                        |                                                        |                                                        |                                                        |  |             |                                                                         |                                                                         |                                                                         |                                                                         |  |         |                                           |                                           |  |
|  |                                       |                                       |                      | Real Juventud        | 1(5)                |                     |  |                   |                                                        |                                                        |                                                        |                                                        |  |             |                                                                         |                                                                         |                                                                         |                                                                         |  |         |                                           |                                           |  |
|  |                                       |                                       | Real Sociedad        | 1(3)                 |                     |                     |  |                   |                                                        |                                                        |                                                        |                                                        |  |             |                                                                         |                                                                         |                                                                         |                                                                         |  |         |                                           |                                           |  |
|  | Yoro FC                               | 1(2)                                  | Real Sociedad        | 1(3)                 |                     |                     |  |                   |                                                        |                                                        |                                                        |                                                        |  |             |                                                                         |                                                                         |                                                                         |                                                                         |  |         |                                           |                                           |  |
|  | Yoro FC                               | 1(2)                                  |                      |                      |                     |                     |  |                   |                                                        |                                                        |                                                        |                                                        |  |             |                                                                         |                                                                         |                                                                         |                                                                         |  |         |                                           |                                           |  |
|  | Real Sociedad                         | 1(4)                                  |                      |                      |                     |                     |  |                   |                                                        |                                                        |                                                        |                                                        |  |             |                                                                         |                                                                         |                                                                         |                                                                         |  |         |                                           |                                           |  |
|  | Real Sociedad                         | 1(4)                                  |                      |                      |                     |                     |  |                   |                                                        |                                                        |                                                        |                                                        |  | Olimpia     | 2                                                                       | 4                                                                       | 6                                                                       |                                                                         |  |         |                                           |                                           |  |
|  |                                       |                                       |                      |                      |                     |                     |  |                   |                                                        |                                                        |                                                        |                                                        |  | Olimpia     | 2                                                                       | 4                                                                       | 6                                                                       |                                                                         |  |         |                                           |                                           |  |
|  |                                       |                                       | Villanueva FC        | 1                    | 1                   | 2                   |  |                   |                                                        |                                                        |                                                        |                                                        |  |             |                                                                         |                                                                         |                                                                         |                                                                         |  |         |                                           |                                           |  |
|  | Real Honduras                         | 0                                     | Villanueva FC        | 1                    | 1                   | 2                   |  |                   |                                                        |                                                        |                                                        |                                                        |  |             |                                                                         |                                                                         |                                                                         |                                                                         |  |         |                                           |                                           |  |
|  | Real Honduras                         | 0                                     |                      |                      |                     |                     |  |                   |                                                        |                                                        |                                                        |                                                        |  |             |                                                                         |                                                                         |                                                                         |                                                                         |  |         |                                           |                                           |  |
|  | Marathon                              | 1                                     |                      |                      |                     |                     |  |                   |                                                        |                                                        |                                                        |                                                        |  |             |                                                                         |                                                                         |                                                                         |                                                                         |  |         |                                           |                                           |  |
|  | Marathon                              | 1                                     |                      | Marathon             | 0                   |                     |  |                   |                                                        |                                                        |                                                        |                                                        |  |             |                                                                         |                                                                         |                                                                         |                                                                         |  |         |                                           |                                           |  |
|  |                                       |                                       |                      | Marathon             | 0                   |                     |  |                   |                                                        |                                                        |                                                        |                                                        |  |             |                                                                         |                                                                         |                                                                         |                                                                         |  |         |                                           |                                           |  |
|  |                                       |                                       | Villanueva FC        | 2                    |                     |                     |  |                   |                                                        |                                                        |                                                        |                                                        |  |             |                                                                         |                                                                         |                                                                         |                                                                         |  |         |                                           |                                           |  |
|  | Villanueva FC                         | 1                                     | Villanueva FC        | 2                    |                     |                     |  |                   |                                                        |                                                        |                                                        |                                                        |  |             |                                                                         |                                                                         |                                                                         |                                                                         |  |         |                                           |                                           |  |
|  | Villanueva FC                         | 1                                     |                      |                      |                     |                     |  |                   |                                                        |                                                        |                                                        |                                                        |  |             |                                                                         |                                                                         |                                                                         |                                                                         |  |         |                                           |                                           |  |
|  | Real España                           | 0                                     |                      |                      |                     |                     |  |                   |                                                        |                                                        |                                                        |                                                        |  |             |                                                                         |                                                                         |                                                                         |                                                                         |  |         |                                           |                                           |  |
|  | Real España                           | 0                                     |                      |                      |                     |                     |  | Villanueva FC     | 2                                                      | 1                                                      | 3                                                      |                                                        |  |             |                                                                         |                                                                         |                                                                         |                                                                         |  |         |                                           |                                           |  |
|  |                                       |                                       |                      |                      |                     |                     |  | Villanueva FC     | 2                                                      | 1                                                      | 3                                                      |                                                        |  |             |                                                                         |                                                                         |                                                                         |                                                                         |  |         |                                           |                                           |  |
|  |                                       |                                       | Victoria             | 0                    | 2                   | 2                   |  |                   |                                                        |                                                        |                                                        |                                                        |  |             |                                                                         |                                                                         |                                                                         |                                                                         |  |         |                                           |                                           |  |
|  | Atlético Choloma                      | 1                                     | Victoria             | 0                    | 2                   | 2                   |  |                   |                                                        |                                                        |                                                        |                                                        |  |             |                                                                         |                                                                         |                                                                         |                                                                         |  |         |                                           |                                           |  |
|  | Atlético Choloma                      | 1                                     |                      |                      |                     |                     |  |                   |                                                        |                                                        |                                                        |                                                        |  |             |                                                                         |                                                                         |                                                                         |                                                                         |  |         |                                           |                                           |  |
|  | Vida                                  | 0                                     |                      |                      |                     |                     |  |                   |                                                        |                                                        |                                                        |                                                        |  |             |                                                                         |                                                                         |                                                                         |                                                                         |  |         |                                           |                                           |  |
|  | Vida                                  | 0                                     |                      | Atlético Choloma     | 0                   |                     |  |                   |                                                        |                                                        |                                                        |                                                        |  |             |                                                                         |                                                                         |                                                                         |                                                                         |  |         |                                           |                                           |  |
|  |                                       |                                       |                      | Atlético Choloma     | 0                   |                     |  |                   |                                                        |                                                        |                                                        |                                                        |  |             |                                                                         |                                                                         |                                                                         |                                                                         |  |         |                                           |                                           |  |
|  |                                       |                                       | CD Victoria          | 1                    |                     |                     |  |                   |                                                        |                                                        |                                                        |                                                        |  |             |                                                                         |                                                                         |                                                                         |                                                                         |  |         |                                           |                                           |  |
|  | Deportes Savio                        | 0                                     | CD Victoria          | 1                    |                     |                     |  |                   |                                                        |                                                        |                                                        |                                                        |  |             |                                                                         |                                                                         |                                                                         |                                                                         |  |         |                                           |                                           |  |
|  | Deportes Savio                        | 0                                     |                      |                      |                     |                     |  |                   |                                                        |                                                        |                                                        |                                                        |  |             |                                                                         |                                                                         |                                                                         |                                                                         |  |         |                                           |                                           |  |
|  | Victoria                              | 1                                     |                      |                      |                     |                     |  |                   |                                                        |                                                        |                                                        |                                                        |  |             |                                                                         |                                                                         |                                                                         |                                                                         |  |         |                                           |                                           |  |
|  | Victoria                              | 1                                     |                      |                      |                     |                     |  |                   |                                                        |                                                        |                                                        |                                                        |  |             |                                                                         |                                                                         |                                                                         |                                                                         |  | Olimpia | 3                                         |                                           |  |
|  |                                       |                                       |                      |                      |                     |                     |  |                   |                                                        |                                                        |                                                        |                                                        |  |             |                                                                         |                                                                         |                                                                         |                                                                         |  | Olimpia | 3                                         |                                           |  |
|  |                                       |                                       | Platense FC          | 1                    |                     |                     |  |                   |                                                        |                                                        |                                                        |                                                        |  |             |                                                                         |                                                                         |                                                                         |                                                                         |  |         |                                           |                                           |  |
|  | Olimpia Occidental                    | 1                                     | Platense FC          | 1                    |                     |                     |  |                   |                                                        |                                                        |                                                        |                                                        |  |             |                                                                         |                                                                         |                                                                         |                                                                         |  |         |                                           |                                           |  |
|  | Olimpia Occidental                    | 1                                     |                      |                      |                     |                     |  |                   |                                                        |                                                        |                                                        |                                                        |  |             |                                                                         |                                                                         |                                                                         |                                                                         |  |         |                                           |                                           |  |
|  | Honduras Progreso                     | 2                                     |                      |                      |                     |                     |  |                   |                                                        |                                                        |                                                        |                                                        |  |             |                                                                         |                                                                         |                                                                         |                                                                         |  |         |                                           |                                           |  |
|  | Honduras Progreso                     | 2                                     |                      | Honduras Progreso    | 2(5)                |                     |  |                   |                                                        |                                                        |                                                        |                                                        |  |             |                                                                         |                                                                         |                                                                         |                                                                         |  |         |                                           |                                           |  |
|  |                                       |                                       |                      | Honduras Progreso    | 2(5)                |                     |  |                   |                                                        |                                                        |                                                        |                                                        |  |             |                                                                         |                                                                         |                                                                         |                                                                         |  |         |                                           |                                           |  |
|  |                                       |                                       | Lepaera FC           | 2(4)                 |                     |                     |  |                   |                                                        |                                                        |                                                        |                                                        |  |             |                                                                         |                                                                         |                                                                         |                                                                         |  |         |                                           |                                           |  |
|  | Lepaera FC                            | 2                                     | Lepaera FC           | 2(4)                 |                     |                     |  |                   |                                                        |                                                        |                                                        |                                                        |  |             |                                                                         |                                                                         |                                                                         |                                                                         |  |         |                                           |                                           |  |
|  | Lepaera FC                            | 2                                     |                      |                      |                     |                     |  |                   |                                                        |                                                        |                                                        |                                                        |  |             |                                                                         |                                                                         |                                                                         |                                                                         |  |         |                                           |                                           |  |
|  | Tela FC                               | 1                                     |                      |                      |                     |                     |  |                   |                                                        |                                                        |                                                        |                                                        |  |             |                                                                         |                                                                         |                                                                         |                                                                         |  |         |                                           |                                           |  |
|  | Tela FC                               | 1                                     |                      |                      |                     |                     |  | Honduras Progreso | 1                                                      | 3                                                      | 4                                                      |                                                        |  |             |                                                                         |                                                                         |                                                                         |                                                                         |  |         |                                           |                                           |  |
|  |                                       |                                       |                      |                      |                     |                     |  | Honduras Progreso | 1                                                      | 3                                                      | 4                                                      |                                                        |  |             |                                                                         |                                                                         |                                                                         |                                                                         |  |         |                                           |                                           |  |
|  |                                       |                                       | Platense FC          | 4                    | 2                   | 6                   |  |                   |                                                        |                                                        |                                                        |                                                        |  |             |                                                                         |                                                                         |                                                                         |                                                                         |  |         |                                           |                                           |  |
|  | UPNFM                                 | 2                                     | Platense FC          | 4                    | 2                   | 6                   |  |                   |                                                        |                                                        |                                                        |                                                        |  |             |                                                                         |                                                                         |                                                                         |                                                                         |  |         |                                           |                                           |  |
|  | UPNFM                                 | 2                                     |                      |                      |                     |                     |  |                   |                                                        |                                                        |                                                        |                                                        |  |             |                                                                         |                                                                         |                                                                         |                                                                         |  |         |                                           |                                           |  |
|  | Atlético Independiente                | 0                                     |                      |                      |                     |                     |  |                   |                                                        |                                                        |                                                        |                                                        |  |             |                                                                         |                                                                         |                                                                         |                                                                         |  |         |                                           |                                           |  |
|  | Atlético Independiente                | 0                                     |                      | UPNFM                | 2                   |                     |  |                   |                                                        |                                                        |                                                        |                                                        |  |             |                                                                         |                                                                         |                                                                         |                                                                         |  |         |                                           |                                           |  |
|  |                                       |                                       |                      | UPNFM                | 2                   |                     |  |                   |                                                        |                                                        |                                                        |                                                        |  |             |                                                                         |                                                                         |                                                                         |                                                                         |  |         |                                           |                                           |  |
|  |                                       |                                       | Platense FC          | 3                    |                     |                     |  |                   |                                                        |                                                        |                                                        |                                                        |  |             |                                                                         |                                                                         |                                                                         |                                                                         |  |         |                                           |                                           |  |
|  | Barros FC                             | 0                                     | Platense FC          | 3                    |                     |                     |  |                   |                                                        |                                                        |                                                        |                                                        |  |             |                                                                         |                                                                         |                                                                         |                                                                         |  |         |                                           |                                           |  |
|  | Barros FC                             | 0                                     |                      |                      |                     |                     |  |                   |                                                        |                                                        |                                                        |                                                        |  |             |                                                                         |                                                                         |                                                                         |                                                                         |  |         |                                           |                                           |  |
|  | Platense                              | 4                                     |                      |                      |                     |                     |  |                   |                                                        |                                                        |                                                        |                                                        |  |             |                                                                         |                                                                         |                                                                         |                                                                         |  |         |                                           |                                           |  |
|  | Platense                              | 4                                     |                      |                      |                     |                     |  |                   |                                                        |                                                        |                                                        |                                                        |  | Platense FC | 2                                                                       | 1                                                                       | 3                                                                       |                                                                         |  |         |                                           |                                           |  |
|  |                                       |                                       |                      |                      |                     |                     |  |                   |                                                        |                                                        |                                                        |                                                        |  | Platense FC | 2                                                                       | 1                                                                       | 3                                                                       |                                                                         |  |         |                                           |                                           |  |
|  |                                       |                                       | Motagua              | 1                    | 1                   | 2                   |  |                   |                                                        |                                                        |                                                        |                                                        |  |             |                                                                         |                                                                         |                                                                         |                                                                         |  |         |                                           |                                           |  |
|  | CD Brisas                             | 0                                     | Motagua              | 1                    | 1                   | 2                   |  |                   |                                                        |                                                        |                                                        |                                                        |  |             |                                                                         |                                                                         |                                                                         |                                                                         |  |         |                                           |                                           |  |
|  | CD Brisas                             | 0                                     |                      |                      |                     |                     |  |                   |                                                        |                                                        |                                                        |                                                        |  |             |                                                                         |                                                                         |                                                                         |                                                                         |  |         |                                           |                                           |  |
|  | Atlético Olanchano                    | 2                                     |                      |                      |                     |                     |  |                   |                                                        |                                                        |                                                        |                                                        |  |             |                                                                         |                                                                         |                                                                         |                                                                         |  |         |                                           |                                           |  |
|  | Atlético Olanchano                    | 2                                     |                      | Atlético Olanchano   | 1                   |                     |  |                   |                                                        |                                                        |                                                        |                                                        |  |             |                                                                         |                                                                         |                                                                         |                                                                         |  |         |                                           |                                           |  |
|  |                                       |                                       |                      | Atlético Olanchano   | 1                   |                     |  |                   |                                                        |                                                        |                                                        |                                                        |  |             |                                                                         |                                                                         |                                                                         |                                                                         |  |         |                                           |                                           |  |
|  |                                       |                                       | Motagua              | 4                    |                     |                     |  |                   |                                                        |                                                        |                                                        |                                                        |  |             |                                                                         |                                                                         |                                                                         |                                                                         |  |         |                                           |                                           |  |
|  | Atlético Calvario                     | 1                                     | Motagua              | 4                    |                     |                     |  |                   |                                                        |                                                        |                                                        |                                                        |  |             |                                                                         |                                                                         |                                                                         |                                                                         |  |         |                                           |                                           |  |
|  | Atlético Calvario                     | 1                                     |                      |                      |                     |                     |  |                   |                                                        |                                                        |                                                        |                                                        |  |             |                                                                         |                                                                         |                                                                         |                                                                         |  |         |                                           |                                           |  |
|  | Motagua                               | 4                                     |                      |                      |                     |                     |  |                   |                                                        |                                                        |                                                        |                                                        |  |             |                                                                         |                                                                         |                                                                         |                                                                         |  |         |                                           |                                           |  |
|  | Motagua                               | 4                                     |                      |                      |                     |                     |  | Motagua           | 2                                                      | 3                                                      | 5                                                      |                                                        |  |             |                                                                         |                                                                         |                                                                         |                                                                         |  |         |                                           |                                           |  |
|  |                                       |                                       |                      |                      |                     |                     |  | Motagua           | 2                                                      | 3                                                      | 5                                                      |                                                        |  |             |                                                                         |                                                                         |                                                                         |                                                                         |  |         |                                           |                                           |  |
|  |                                       |                                       | Atlético Esperanzano | 3                    | 0                   | 3                   |  |                   |                                                        |                                                        |                                                        |                                                        |  |             |                                                                         |                                                                         |                                                                         |                                                                         |  |         |                                           |                                           |  |
|  | CD Guaimaca                           | 2(3)                                  | Atlético Esperanzano | 3                    | 0                   | 3                   |  |                   |                                                        |                                                        |                                                        |                                                        |  |             |                                                                         |                                                                         |                                                                         |                                                                         |  |         |                                           |                                           |  |
|  | CD Guaimaca                           | 2(3)                                  |                      |                      |                     |                     |  |                   |                                                        |                                                        |                                                        |                                                        |  |             |                                                                         |                                                                         |                                                                         |                                                                         |  |         |                                           |                                           |  |
|  | Atlético Esperanzano                  | 2(5)                                  |                      |                      |                     |                     |  |                   |                                                        |                                                        |                                                        |                                                        |  |             |                                                                         |                                                                         |                                                                         |                                                                         |  |         |                                           |                                           |  |
|  | Atlético Esperanzano                  | 2(5)                                  |                      | Atlético Esperanzano | 0(4)                |                     |  |                   |                                                        |                                                        |                                                        |                                                        |  |             |                                                                         |                                                                         |                                                                         |                                                                         |  |         |                                           |                                           |  |
|  |                                       |                                       |                      | Atlético Esperanzano | 0(4)                |                     |  |                   |                                                        |                                                        |                                                        |                                                        |  |             |                                                                         |                                                                         |                                                                         |                                                                         |  |         |                                           |                                           |  |
|  |                                       |                                       | Valle FC             | 0(2)                 |                     |                     |  |                   |                                                        |                                                        |                                                        |                                                        |  |             |                                                                         |                                                                         |                                                                         |                                                                         |  |         |                                           |                                           |  |
|  | Valle FC                              | 5                                     | Valle FC             | 0(2)                 |                     |                     |  |                   |                                                        |                                                        |                                                        |                                                        |  |             |                                                                         |                                                                         |                                                                         |                                                                         |  |         |                                           |                                           |  |
|  | Valle FC                              | 5                                     |                      |                      |                     |                     |  |                   |                                                        |                                                        |                                                        |                                                        |  |             |                                                                         |                                                                         |                                                                         |                                                                         |  |         |                                           |                                           |  |
|  | Atlético Santa Cruz                   | 3                                     |                      |                      |                     |                     |  |                   |                                                        |                                                        |                                                        |                                                        |  |             |                                                                         |                                                                         |                                                                         |                                                                         |  |         |                                           |                                           |  |
|  | Atlético Santa Cruz                   | 3                                     |                      |                      |                     |                     |  |                   |                                                        |                                                        |                                                        |                                                        |  |             |                                                                         |                                                                         |                                                                         |                                                                         |  |         |                                           |                                           |  |
|  |                                       |                                       |                      |                      |                     |                     |  |                   |                                                        |                                                        |                                                        |                                                        |  |             |                                                                         |                                                                         |                                                                         |                                                                         |  |         |                                           |                                           |  |

## Tercera fase
El sorteo para los octavos de final de la Copa Presidente 2015 fue realizado el 9 de marzo de 2015 en la Casa Presidencial.
Los enfrentamientos fueron a partido único, en caso de empate en los 90 minutos se procede a la tanda de penales.
Los partidos de la tercera fase de la Copa Presidente se realizaron los días 18 y 19 de marzo.
| Local                | Resultado          | Visitante         |
| -------------------- | ------------------ | ----------------- |
| Comayagua F.C.       | 1 - 2              | Olimpia           |
| Atlético Olanchano   | 1 - 4              | Motagua           |
| Atlético Esperanzano | 0 - 0 (pen. 4 - 2) | Valle F.C.        |
| Atlético Choloma     | 0 - 1              | Victoria          |
| Real Juventud        | 0 - 0 (pen. 5 - 4) | Real Sociedad     |
| Lepaera F.C.         | 2 - 2 (pen. 3 - 4) | Honduras Progreso |
| Jaguares UPNFM       | 2 - 3              | Platense          |
| Villanueva F.C.      | 2 - 0              | Marathón          |

## Semifinales
Partidos de ida y vuelta. Valiendo en caso de empate, el gol de visita
| Local      | Resultado    | Visita     |
| ---------- | ------------ | ---------- |
| Villanueva | 1-2          | Olimpia    |
| Olimpia    | 4-1          | Villanueva |
| Olimpia    | 6 - 2 Global | Villanueva |

| Local    | Resultado    | Visita   |
| -------- | ------------ | -------- |
| Platense | 2 - 1        | Motagua  |
| Motagua  | 1- 1         | Platense |
| Motagua  | 2 - 3 Global | Platense |

## Final
Único partido jugado en cancha neutral, el día 9 de mayo en el 
Estadio Morazán
Tercer Lugar, Partido disputado en Siguatepeque
Villanueva 3 - 4 Motagua
Gran Final, Partido Disputado en San Pedro Sula
Olimpia  3 - 1 Platense
- Datos: Q18918549